# Tomocerus minor
Tomocerus minor is een springstaartensoort uit de familie van de Tomoceridae. De wetenschappelijke naam van de soort is voor het eerst geldig gepubliceerd in 1862 door Lubbock.

## Kenmerken
Tomocerus minor kan tot 4,5 mm lang zijn, met antennes die korter zijn dan het lichaam en een karakteristieke uniforme blauwachtige irisatie. Bij deze soort zijn de zwarte doornen op de binnenkant van het tweede deel van de springvork drietandig. Met dit kenmerk onderscheidt het zich van andere soorten binnen de geslachten Pogonognathellus en Tomocerus. Bij Tomocerus vulgaris zijn de zwarte doornen simpel.

## Voorkomen
Het is wijdverbreid van het Noordpoolgebied tot Europa, West- en Centraal-Azië tot in de Chinees-Japanse, Noord- en Pacifische Noord-Amerika, Hawaï, het Caribische vasteland en Nieuw-Zeeland.